# Mae Sot
Mae Sot (Thai: แม่สอด) ist eine Stadt in der Provinz Tak im Westen der Nordregion von Thailand. Sie liegt an der Grenze zu Myanmar. Zugleich ist Mae Sot die Hauptstadt des Landkreises (Amphoe) Mae Sot.
Mae Sot hat 31.058 offiziell registrierte Einwohner (Stand: 2012). Im Jahr 2011 bekam die Stadt den Verwaltungsstatus einer „Großstadt“ (Thesaban Nakhon) verliehen. Das war nur möglich, weil der Staatsrat entschied, dass sich das Erfordernis von mindestens 50.000 Einwohnern auf alle Einwohner und nicht nur auf offiziell registrierte Bürger (thailändische Staatsbürger) bezieht. In Mae Sot leben zahlreiche Migranten und Flüchtlinge aus dem benachbarten Myanmar.

## Geographie
Mae Sot liegt an der Grenze zu Myanmar etwa 80 Kilometer westlich der Provinzhauptstadt Tak am Maenam Maenam Moei (Moei-Fluss). Der Einfluss Myanmars ist deutlich zu spüren: die Bevölkerung setzt sich aus Bamar, Chinesen, Karen, Shan und Thai zusammen. Die Stadt liegt inmitten einer waldreichen Gebirgslandschaft auf einer Ebene und ist umgeben von Reis- und Baumwollfeldern. Bis Anfang der 1980er-Jahre existierte eine Brücke über den Maenam Moei nach Birma, die im Verlauf der Kämpfe jedoch zerstört worden ist. Mittlerweile wurde die Thailändisch-Myanmarische Freundschaftsbrücke wieder aufgebaut. Sie ist regelmäßig geöffnet und erlaubt tagsüber den kleinen Grenzverkehr in die nächstgelegene birmanische Stadt Myawaddy. Touristen nutzen den Grenzübergang häufig für eine Verlängerung des Visums (sogenannter Visa-Run).

## Wirtschaft
Vor allem der Handel mit Myanmar trägt zur Wirtschaftsleistung von Mae Sot bei, er dient zum Teil als Versorgungspunkt für die Widerstandsbewegung der Karen im birmanischen Grenzland. Aufgrund der schlechten Wirtschaftslage in Myanmar gibt es hier hauptsächlich Tauschhandel: Korbwaren, Holzarbeiten, Jade gegen Lebensmittel, Motorräder und Elektronikartikel.

## Verkehr

### Straßenverkehr
Die Stadt liegt an einer wichtigen Fernstraßen:
- Route 105
- Asian Highway AH1

### Bahnverkehr
Es gibt keinen Bahnhof.

### Flugverkehr
- Flughafen Mae Sot (IATA-Flughafencode: MAQ).

## Geschichte
Bereits im 13. Jahrhundert bildeten sich lokale Fürstentümer auf dem Boden des heutigen Thailand, darunter auch in der Gegend um Mae Sot. 1278 griff der Herrscher das nahe gelegene Sukhothai mit einem weit überlegenen Heer an. 1321 fiel Tak an das neue Herrschaftszentrum Lan Na im Norden. Mitte des 19. Jahrhunderts waren es birmanische Händler, die für den Aufstieg des kleinen Marktortes sorgten. Sie gelangten über den Fluss Moei aus dem Westen hierher, darunter waren auch Shan aus dem Norden Myanmars.
Mae Sot ist aufgrund seiner exponierten Lage mehrfach Zankapfel zwischen den Khmer, Birmanen und Thai gewesen. Auch in heutiger Zeit gab es Kämpfe an der Grenze, die mit den Karen-Rebellen in Birma nach Thailand hineingetragen wurden.

## Migration, Flüchtlinge und Menschenhandel

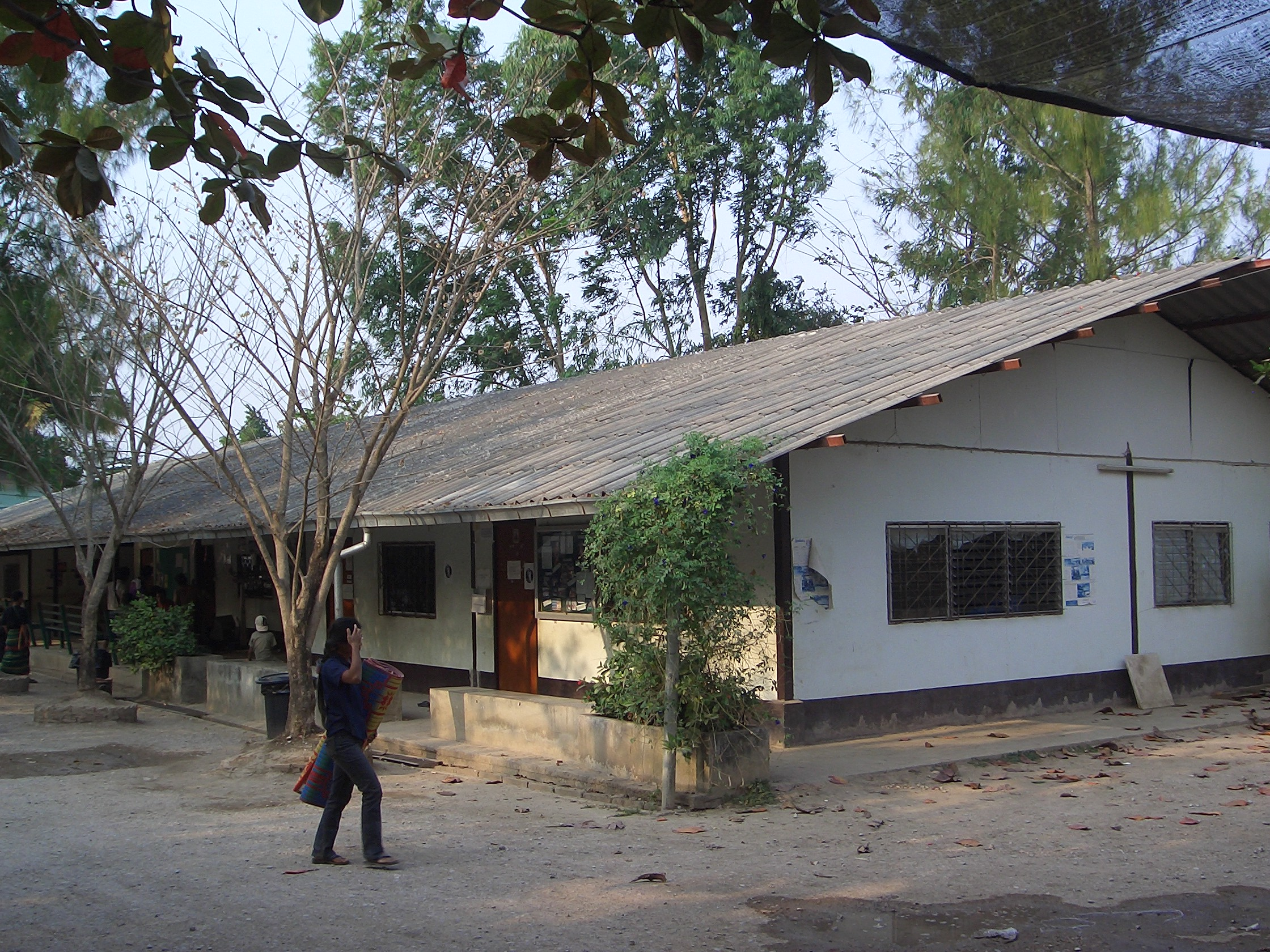
Hauptgebäude der Klinik Mae Tao

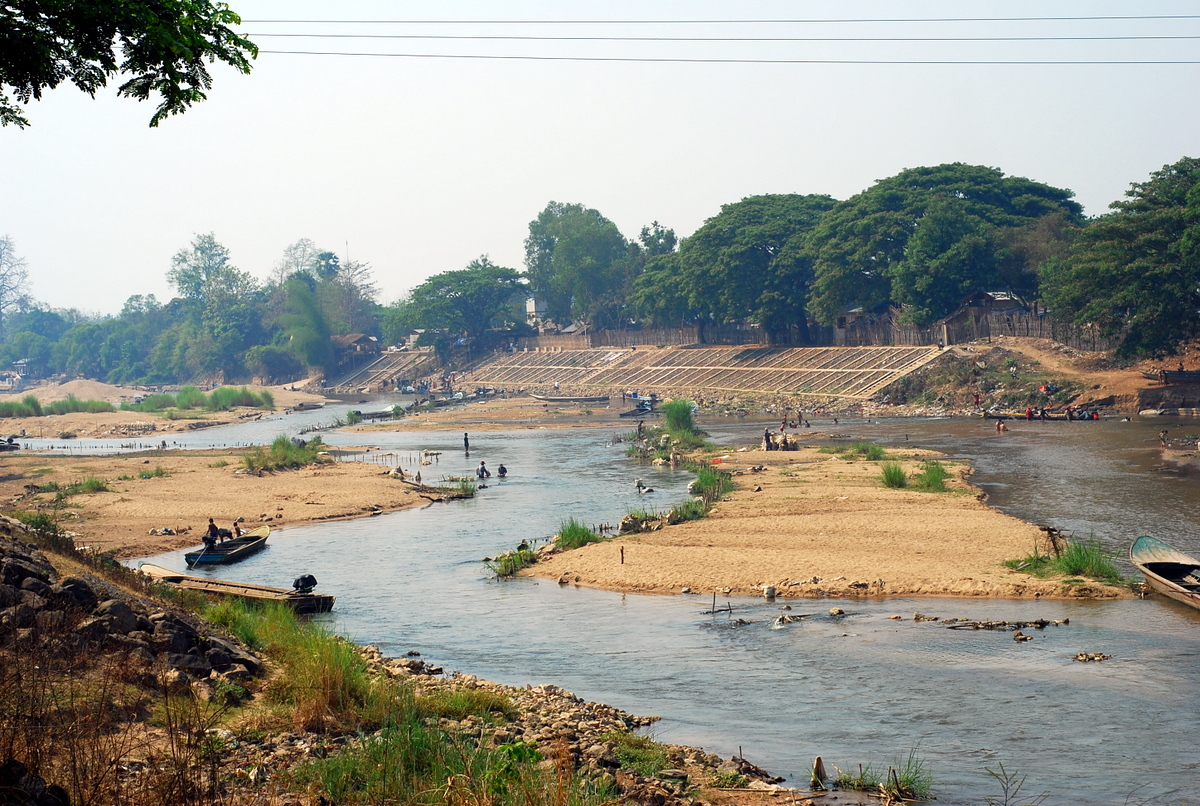
Unkontrollierte Grenzübertritte über den Moei-Fluss

In der Stadt lebt eine beträchtliche Anzahl von Flüchtlingen und Wirtschaftsmigranten aus Myanmar. Die genaue Zahl der burmesischen Bevölkerung in Mae Sot ist unklar, aber Schätzungen sagen, dass es über 120.000 Menschen sind. Offiziell erfasst sind 106.000 Personen. In den letzten Jahren wurden vermehrt Programme von  nichtstaatlichen Organisationen und internationalen Hilfsorganisationen ins Leben gerufen.
Einer der bedeutendsten Organisationen ist die Klinik Mae Tao in Mae Sots Vorort Mae Tao. Das Krankenhaus wurde von Cynthia Maung gegründet, um kostenlose medizinische Versorgung zu bieten für die Menschen, die nicht im lokalen Krankenhaus von Mae Sot behandelt werden. Es arbeiten mehr als hundert Mitarbeiter in der Klinik, die rein aus Spendengeldern finanziert wird.
Die Region Mae Sot hat rund 70 Migrantenschulen, die spontan begonnen haben, die Bedürfnisse der 30.000 Kinder, die die Grenze mit ihren Eltern überquert haben, zu erfüllen. Diese Schüler sind eine Mischung von Flüchtlingen und Wirtschaftsmigranten. Derzeit sind es nur 7000 Schüler, die diese Schulen besuchen. Die Schulen liegen in der Größenordnung von 20 bis über 650 Schülern, so zum Beispiel die HSA Thoo Lei School. Diese Schulen erhalten keine Unterstützung von der thailändischen Regierung und erhalten sich ausschließlich durch Einfallsreichtum und internationale Spenden.
Mae Sot ist ein Transitpunkt für illegale Immigranten und Opfer von Menschenhandel. Teilweise werden sie direkt in Mae Sot in Fabriken ausgebeutet, teilweise weiter nach Zentral- und Südthailand gebracht, um dort in der Fischerei, Fabriken, Landwirtschaft, auf Baustellen, im Sexgewerbe, als Hausangestellte oder Bettler ausgebeutet zu werden. Auch gab es in Mae Sot einer Studie der Internationalen Arbeitsorganisation (ILO) von 2006 zufolge zahlreiche Fälle von Kinderarbeit. Die Migrantenkinder arbeiteten zumeist in Textilfabriken. Die meisten von ihnen mussten 11 bis 12 Stunden pro Tag arbeiten an sieben Tagen pro Woche und bekamen pro Woche im Schnitt 300 bis 500 Baht (7,50 bis 12,50 US-Dollar), weniger als ein Drittel dessen, was ein „gewöhnlicher“ Arbeiter in der Provinz Tak bekäme.

## Sehenswürdigkeiten
- Wat Chumphon Khiri (Thai: วัดชุมพลคีร) – sehr schön gestalteter Chedi, nördlich des Marktplatzes gelegen
- Rim-Moei-Markt (Thai: ตลาดริมเมย, Talat Rim Moei) – sehenswert wegen der Ursprünglichkeit des Tauschhandels, den die verschiedenen Bevölkerungsgruppen in ihren malerischen Trachten durchziehen.
- Naturerlebnis – Ausflugsmöglichkeiten in die malerische Berglandschaft und zu Wasserfällen, zum Beispiel zum Pha Charoen-Wasserfall im Süden
- Wat Thai Watthanaram – fünf Kilometer außerhalb von Mae Sot mit einem riesigen liegenden Buddha
- Nurul-Moschee – kleine Moschee für die moslemische Minderheit

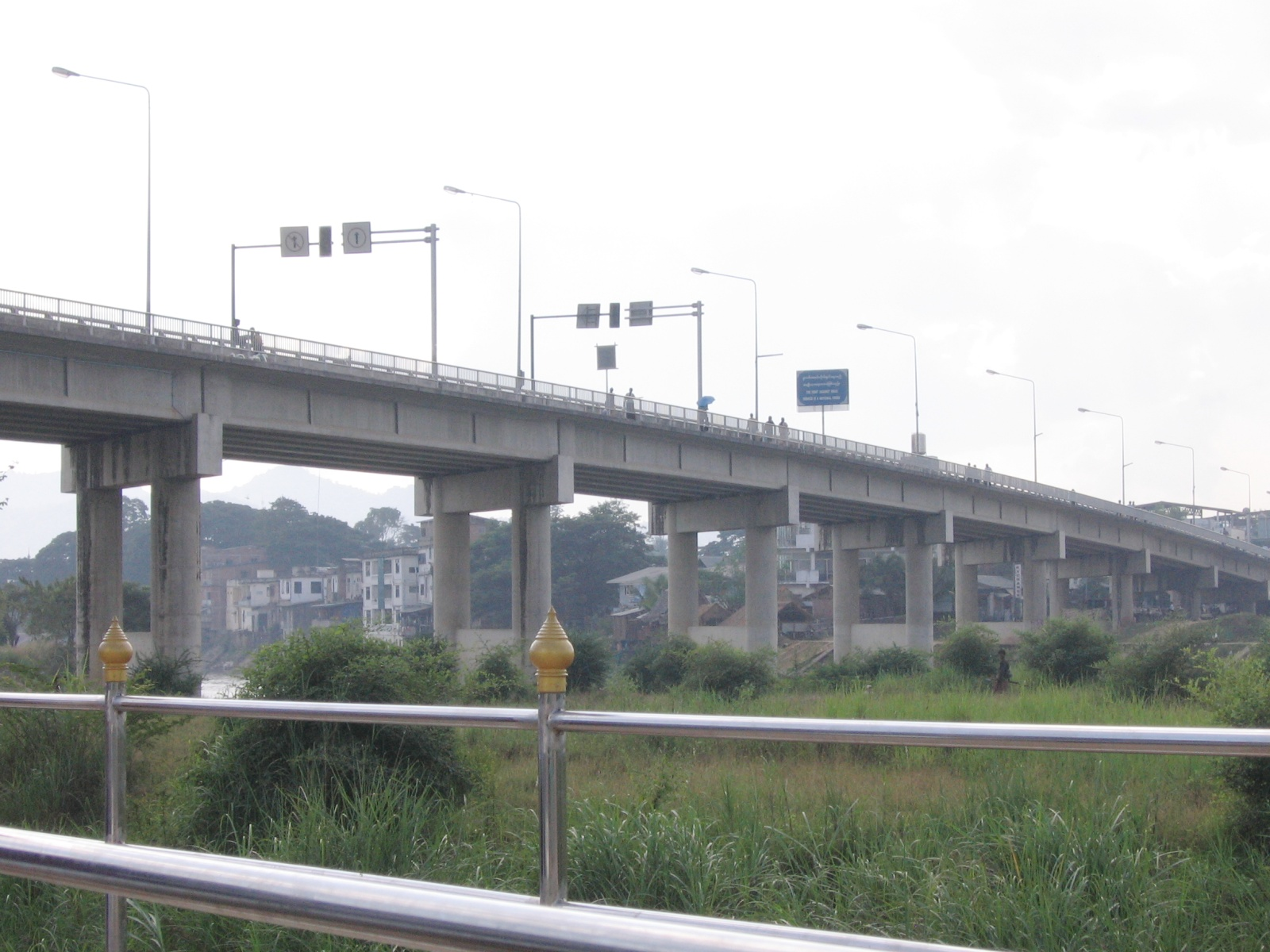
Thailändisch-Myanmarische Freundschaftsbrücke
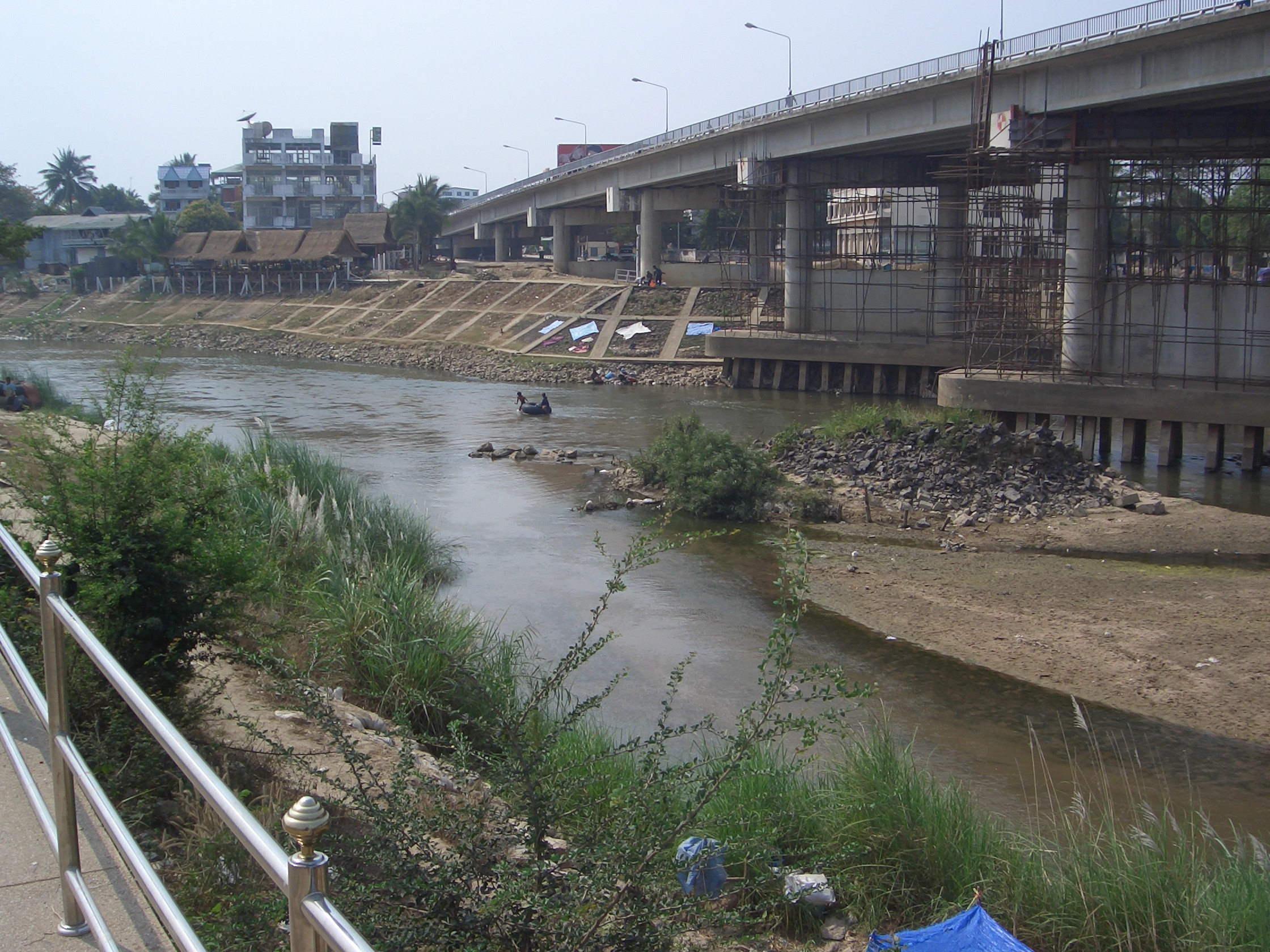
Freundschaftsbrücke am Moei-Fluss (Man beachte die Flüchtlinge, welche den Fluss mit einem Lastwagenreifen überqueren)
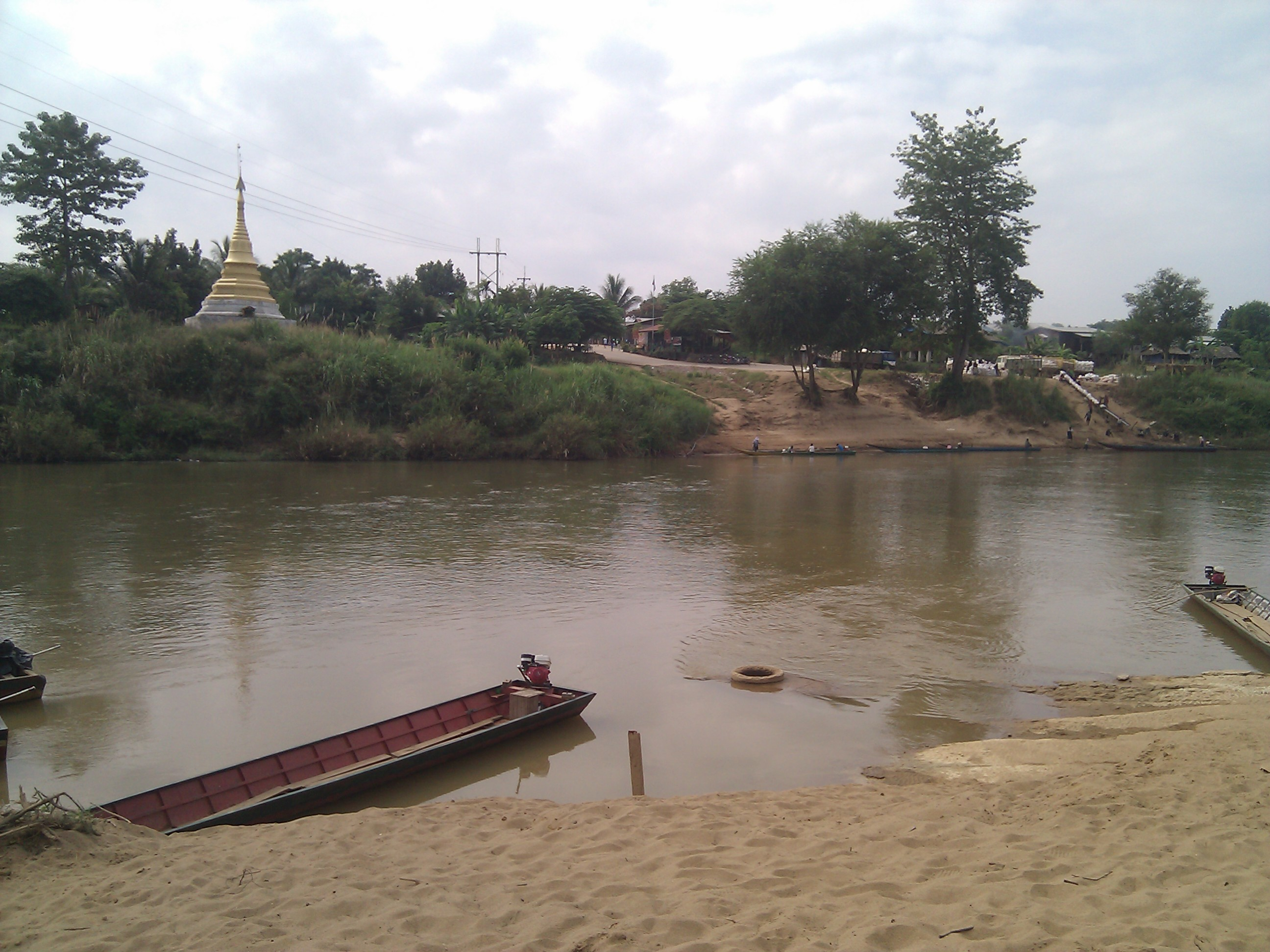
Moei-Fluss
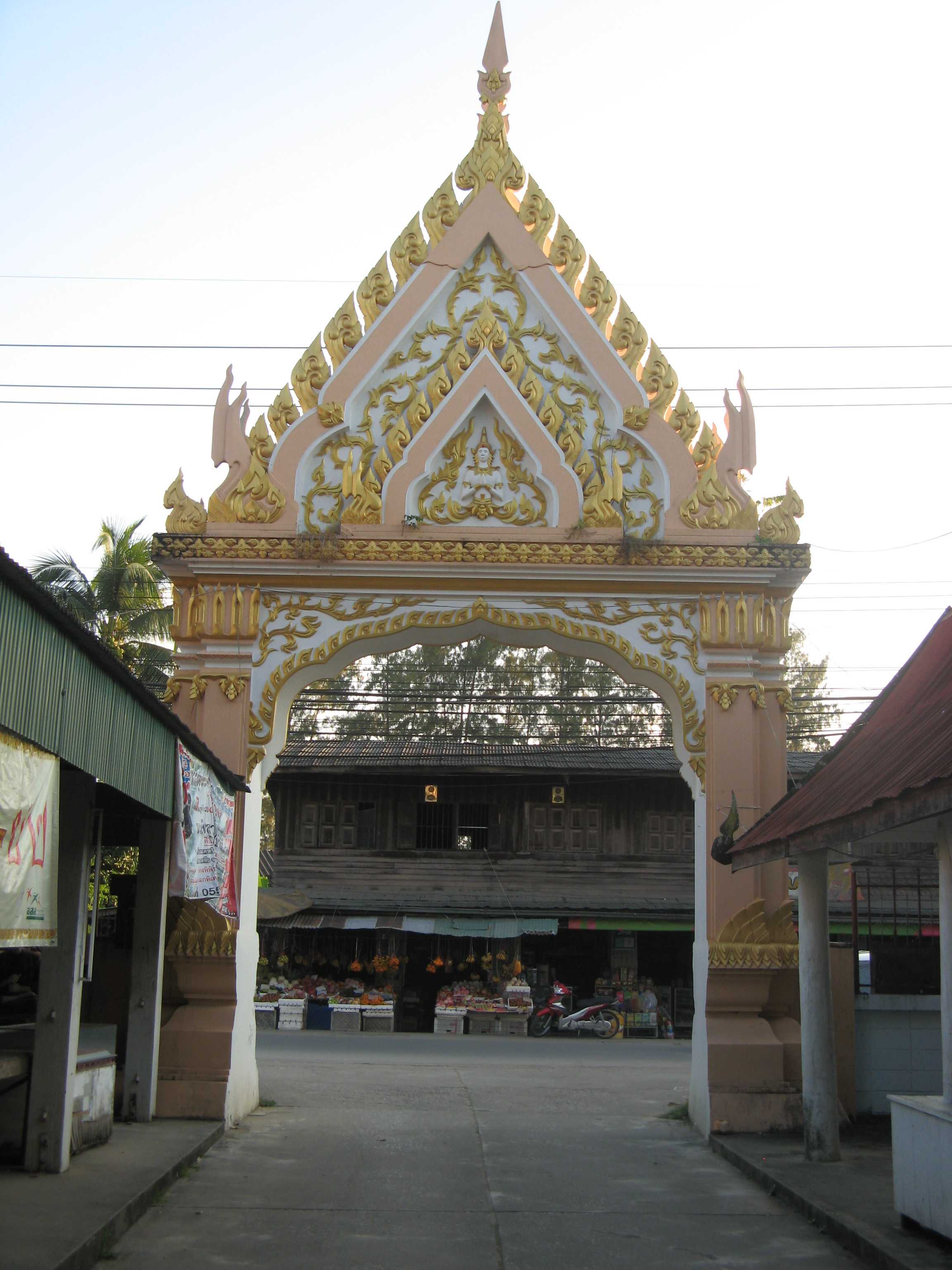
Tempel in Mae Sot
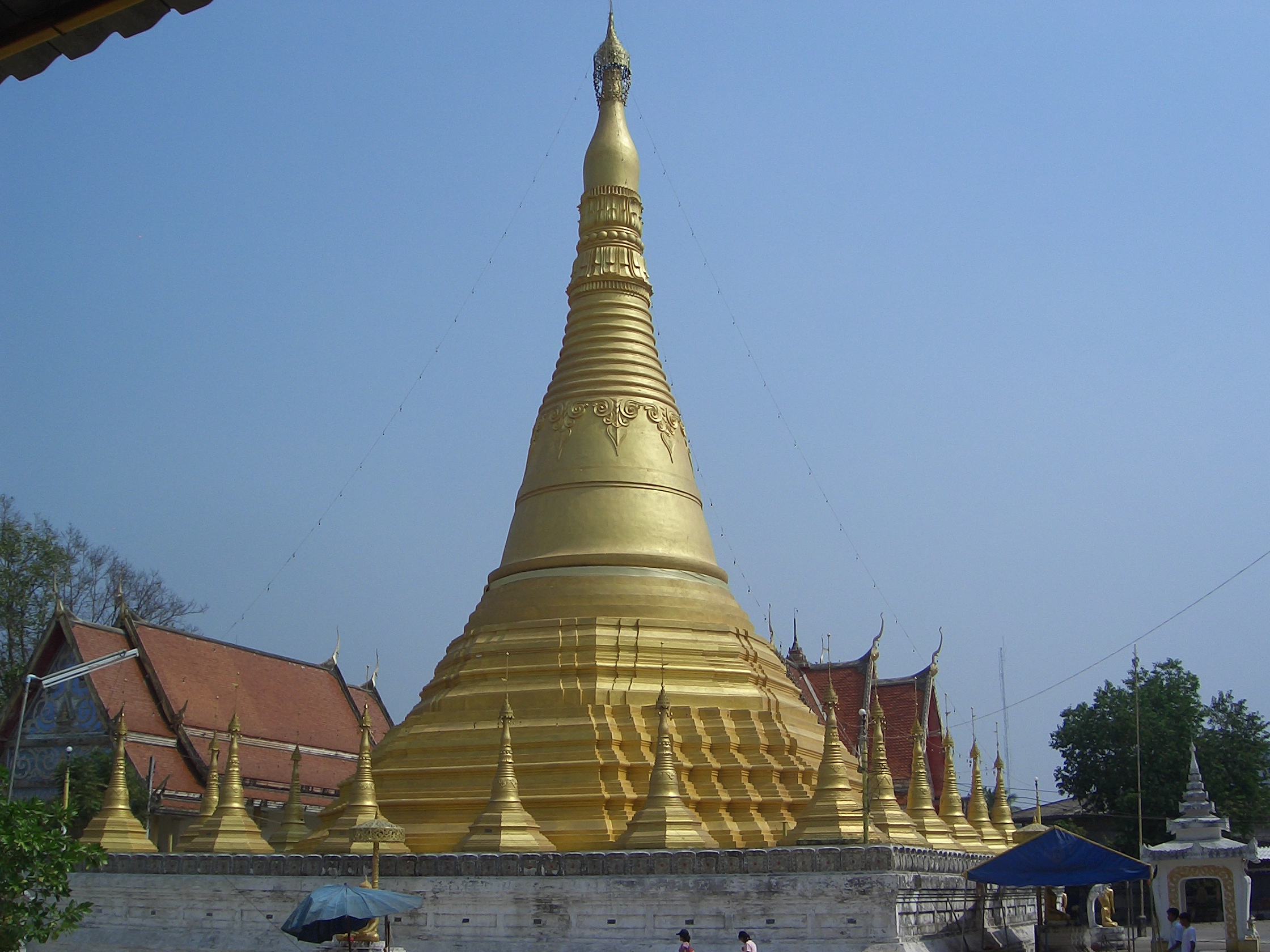
Chedi des Wat Chumphon Khiri in Mae Sot
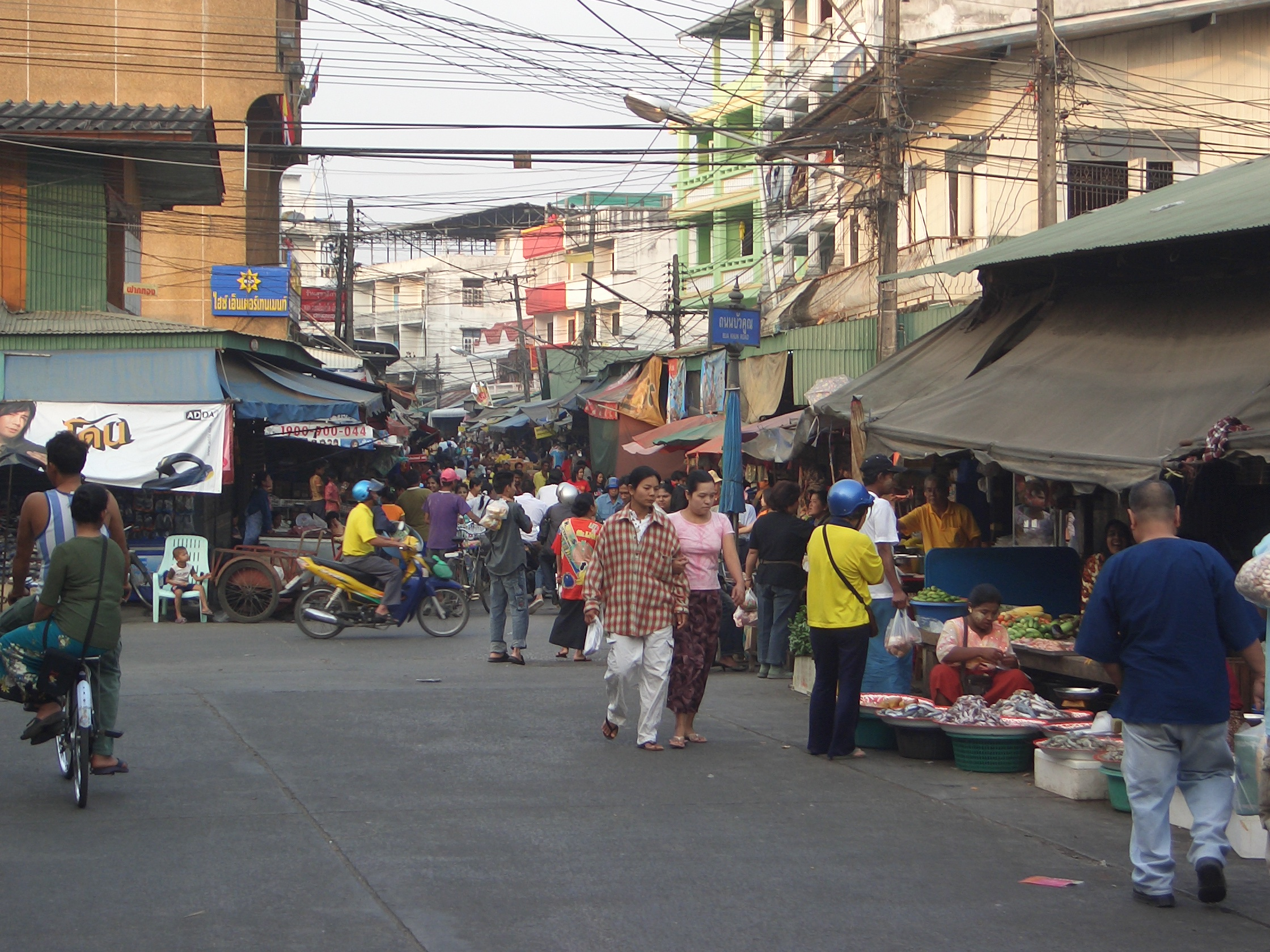
Straßenszene am Rim-Moei-Markt
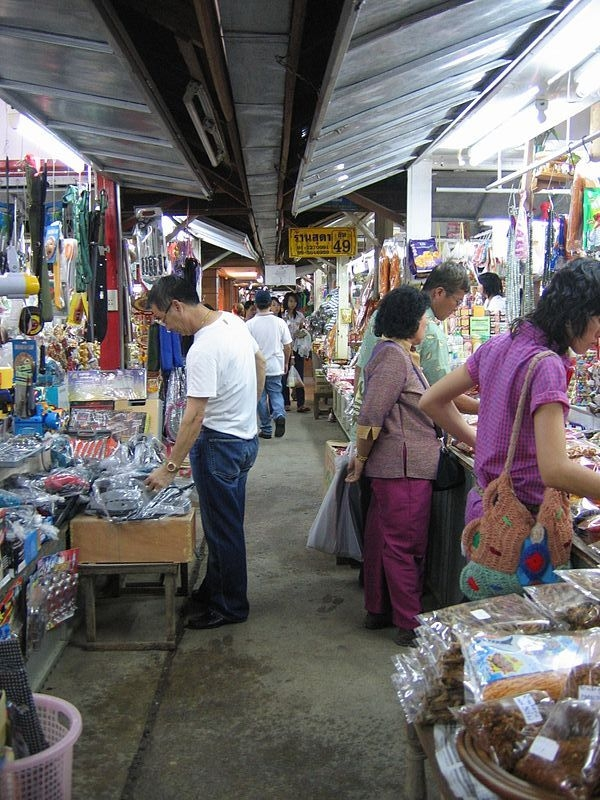
Rim-Moei-Markt